# M57
Міномет M57 (серб. М-57 минобацач) — югославський 60-мм міномет, розроблений на базі конструкції американського 60-мм міномета M2. На сьогодні міномет M57 виробляє сербська компанія ППТ Наменска і досі використовується 72-ю бригадою спеціальних операцій Збройних сил Сербії.

## Призначення
60-мм міномет М57 призначений для вогневої підтримки на малих дистанціях. Він здатний знищувати живі сили, вогневі пости та кулеметні гнізда.

## Боєприпаси
Фугасний мінометний снаряд
- 60 мм HE Mortar Shell M73 P4
- 60 мм HE Mortar Shell M73 P3

Димовий мінометний снаряд
- 60 мм Smoke Mortar Shell M73P2
- 60 мм High-Smoke Mortar Shell M93

Освітлювальний мінометний снаряд
- 60 мм Illuminating Mortar Shell M67P2

## Оператори
- Боснія і Герцеговина
- Ліберія[9]
- Малі[1]
- Північна Македонія
- Намібія
- Сербія
- Україна:[10] один міномет, який використовують українські бійці, помічений на відео.